# Натх, Индира
Индира Натх (англ. Indira Nath, 14 января 1938, Гунтур, Британская Индия — 24 октября 2021, Нью-Дели) — индийский иммунолог. Её основной вклад в медицинскую науку связан с механизмами, лежащими в основе иммунной реакции человека, реакциями и повреждением нервов при проказе, а также с поиском маркеров жизнеспособности возбудителя проказы. Областями специализации профессора Натх являются иммунология, патология, медицинская биотехнология и инфекционные заболевания.

## Карьера
Натх получила степень MBBS во Всеиндийском институте медицинских наук (AIIMS), Нью-Дели. Она присоединилась к AIIMS в качестве доктора медицинских наук (патология) после обязательного обучения в больнице в Великобритании. В 1970-е годы в Индии было самое большое в мире количество больных лепрой — 4,5 миллиона человек.
В 1970 году Натх обучалась в Великобритании по стипендии Наффилда (англ. Nuffield Fellowship). В этот период она стала специализироваться в области иммунологии. Она работала в области инфекционных заболеваний, особенно проказы, с профессором Джоном Терком в Королевской коллегии хирургов и доктором Р. Дж. У. Рисом в Национальном институте медицинских исследований в Лондоне. 
Индира видела важность получения опыта за границей, но не хотела увеличивать утечку мозгов из Индии. Она и её муж договорились вернуться в Индию после трёх лет пребывания за границей. Она вернулась в Индию в начале 1970-х годов.
«Тем не менее, это было довольно захватывающее время для возвращения, потому что вы чувствовали, что действительно можете сыграть роль в развитии исследований», — сказала она в интервью, опубликованном в журнале «Nature Medicine» в 2002 году. 
Вернувшись в Индию, она присоединилась к кафедре биохимии профессора Гурсарана Талвара в AIIMS, которая только что начала исследования в области иммунологии в Индии. Позже, в 1980 году, она перешла на кафедру патологии и основала кафедру биотехнологии (1986) в AIIMS. Она вышла на пенсию в 1998 году, но продолжала работать в AIIMS в качестве профессора-исследователя INSA-SN Bose.
Она была одной из 100 учёных, собранных Радживом Ганди, когда тот стал премьер-министром, чтобы внести предложения по улучшению индийской науки. 
В 2002 году получила степень доктора наук в Университете Пьера и Марии Кюри в Париже. Её пригласили на должность декана Университета AIMST в Малайзии, а также на должность директора исследовательского центра Blue Peter (Исследовательский центр Лепры) в Хайдарабаде.

## Исследования
Её исследования сосредоточены на клеточных иммунных реакциях при проказе человека, а также на повреждении нервов при этом заболевании. Работа Индиры также направлена на поиск показателей выживаемости бациллы проказы. У неё более 120 публикаций, приглашённых рецензий, мнений/комментариев о последних событиях в международных журналах. Её открытие и новаторская работа являются значительным шагом на пути к разработке лечения и вакцины от проказы.

## О проказе
В телевизионном интервью программе «Эврика» индийского государственного телевидения «Дурдашан» Индира сказала, что стигма, связанная с проказой, никогда не затрагивала её. Она также упоминает, что проказа не убивает, называя её умным «жучком», который просто хочет мирно выжить в организме. «Поэтому нам следует отнестись к этому с пониманием». Она сказала: «На самом деле проказа вообще не заразна. На самом деле простуда, грипп и т. д. гораздо более заразны. Проказа растёт очень медленно и проникает не очень быстро. Инкубационный период длится годы». Повреждения нервов и деформации, которые вы видите на теле, пугают пациентов, добавляет она.
Благодаря внедрению Всемирной организацией здравоохранения (ВОЗ) в Индии в 1982 году комплексной лекарственной терапии, заболеваемость лепрой в стране снизилась с 57,8 на 10 000 в 1983 году до менее 1/10 000 к концу 1983 года. В 2005 году Индия заявила, что достигла цели ВОЗ по ликвидации проблемы общественного здравоохранения. Вклад таких учёных, как Индира, сыграл важную роль в этом прогрессе.

## Награды и почести
Индира Натх была избрана членом Национальной академии наук Индии, Аллахабад (1988 г.), Индийской академии наук, Бангалор (1990 г.), Индийской национальной академии наук (INSA; 1992 г.), Национальной академии медицинских наук (Индия) (1992), Королевского колледжа патологии (1992 г.) и Академии наук развивающегося мира (TWAS) (1995 г.). Она была членом Научно-консультативного комитета при кабинете министров, секретарём по иностранным связям INSA (1995–97), членом Совета (1992–94, 1998–2006) и вице-президентом (2001–03) Национальной академии наук (Индия), Аллахабад, и председателем Программы женщин-учёных, Департамент науки и технологий, Индия (2003 г.). 
Она была награждена премией Падма Шри от правительства Индии в 1999 году, премией L’Oréal — ЮНЕСКО «Для женщин в науке» в 2002 году и рядом других наград.